# Antonín Honejsek
Antonín Honejsek (* 19. prosince 1991, Prostějov) je český hokejový útočník, od června 2023 hrající v týmu Dragons de Rouen ve Francii. Mimo Česko působil také na klubové úrovni v Kanadě a ve Finsku.

## Hráčská Kariéra
Antonín Honejsek hrál v dorostu Zlína, ale v roce 2009 po mistrovství světa do 18 let odešel hrát do kanadské ligy WHL za Moose Jaw Warriors (poté, co byl draftován na celkově 5. místě Import Draftu CHL 2009), kde patří k nejproduktivnějším hráčům týmu. Kromě toho byl členem české juniorské reprezentace na MS juniorů v Buffalu a Niagara Falls. Poté se Honejsek vrátil do Zlína, se kterým získal v sezóně 2012/13 stříbrné medaile. Téhož roku si odbyl premiéru také v seniorské hokejové reprezentaci. O rok později získal ve Zlíně mistrovský titul. Po tomto úspěchu přestoupil v další sezóně do finského Espoo Blues, kde však brzy skončil. Vrátil se tak zpět do extraligy, kde hájil v sezóně 2014/2015 barvy Komety Brno. V průběhu počáteční fáze extraligového ročníku 2015/2016 však o něj Kometa ztratila zájem z důvodu neuspokojivých výkonů a tak po Honejskovi sáhl Hradec Králové, kde se domluvil na hostování. V dubnu 2016 se hráč vrátil do Komety. Od sezony 2016/2017 však znovu nastupoval ve žlutomodrém dresu týmu PSG Zlín, kam zamířil hostovat z Brna. Po sezoně 2022/2023 a krátkém hostování v HC Škoda Plzeň přestoupil 19. června 2023 do francouzského hokejového klubu Dragons de Rouen. Na konci roku 2023 s ním ale francouzský klub přestal nečekaně počítat a zklamaný A. Honejsek přešel do klubu Poruba, který zrovna vede druhou nejvyšší ligu v Česku.

## Jednotlivé sezony
- 2006/2007 HC Hamé Zlín – U18
- 2007/2008 RI Okna Zlín – U18
- 2008/2009 RI Okna Zlín – U20
- 2009/2010 Moose Jaw Warriors (WHL)
- 2010/2011 Moose Jaw Warriors (WHL)
- 2011/2012 PSG Zlín – U20, A-tým (ELH), SK Horácká Slavia Třebíč (1. liga)
- 2012/2013 PSG Zlín	(ELH)
- 2013/2014 PSG Zlín	(ELH) – mistr ligy
- 2014/2015 Espoo Blues (SM-liiga), Kiekko-Vantaa (Mestis), HC Kometa Brno (ELH)
- 2015/2016 HC Kometa Brno (ELH), Mountfield HK (ELH)
- 2016/2017 PSG Berani Zlín (ELH)
- 2017/2018 PSG Berani Zlín (ELH)
- 2018/2019 PSG Berani Zlín (ELH)
- 2019/2020 PSG Berani Zlín (ELH)
- 2020/2021 PSG Berani Zlín (ELH)
- 2021/2022 PSG Berani Zlín (ELH)
- 2022/2023 PSG Berani Zlín (ELH)

## Reprezentační statistiky
| Rok                    | Turnaj                 |    | Z | G | A  | B | TM |
| ---------------------- | ---------------------- | -- | - | - | -- | - | -- |
| 2009                   | MS 18'                 | 6  | 4 | 2 | 6  | 2 |    |
| 2011                   | MSJ                    | 6  | 2 | 2 | 4  | 0 |    |
| Juniorská reprezentace | Juniorská reprezentace | 12 | 6 | 4 | 10 | 2 |    |